# Centris smithii
Centris smithii är en biart som beskrevs av Cresson 1879. Centris smithii ingår i släktet Centris och familjen långtungebin. Inga underarter finns listade.